# Compas solaire viking

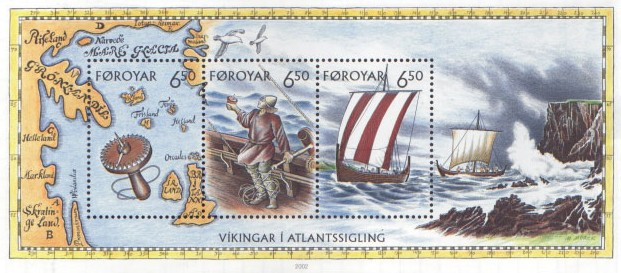
Timbre des Îles Féroé illustrant l'utilisation supposée de compas solaires par les Vikings

Le compas solaire est un instrument de navigation qui aurait servi aux Vikings pour la navigation hauturière notamment dans l'Atlantique Nord entre le VIIIe et le XIe siècle à une époque où la boussole n'avait pas encore été introduite en Europe. A noter que cette hypothèse est cependant mise en doute dans des études récentes.

## Découverte
Durant l'année 1948, l'archéologue Danois C.L Verbaek découvrit un fragment de bois semi cylindrique dans le fjord Uunartoq au Groenland, sur les ruines d’un couvent du XIIIe siècle. Au centre de ce demi-disque se trouve un trou central dans lequel était placé un Gnomon. Seize encoches triangulaires ont été entaillées sur le pourtour du demi-disque. L’autre moitié du disque n’a pas été retrouvée mais on est en droit de penser qu’elle est également marquée de 16 encoches symétriques aux 16 autres nous donnant ainsi les 32 encoches d’une boussole. En outre, une courbe ressemblant à une courbe de déclinaison du soleil et une ligne droite correspondant à l’équinoxe ont été gravées au-dessus du centre. Ces lignes ont été retravaillées plusieurs fois, semble-t-il par souci de précision.

## Utilisation
Le jour avant le départ, les navigateurs Viking mettaient l’instrument à plat et marquaient à intervalles réguliers l’extrémité de l’ombre  portée par le gnomon sur le disque. En reliant ces points ils obtenaient une courbe passant au plus près du centre dans la direction du nord. Il était alors facile de tracer l’axe nord/sud en traçant une droite passant par le point de la courbe le plus proche du gnomon et par le centre du disque. Une fois en mer, il suffisait de faire coïncider l’extrémité de l’ombre du gnomon avec un point de la courbe et d’ainsi pouvoir s’orienter.

## Limites

### Dans le temps
La déclinaison du soleil varie quotidiennement, la courbe de déclinaison devenait fausse après quelques jours et devait donc être retracée. Cependant, la déclinaison du soleil varie plus lentement lorsque l’on est proche du solstice d’été

### Latitude
Cet instrument n'est valable qu'à une latitude constante puisque la taille de l'ombre portée par le soleil sur le gnomon varie avec la latitude. Cependant aux vues des différentes routes maritimes empruntées par les vikings, naviguer en conservant une latitude constante était une solution tout à fait acceptable. Par exemple, en restant aux alentours du 61e parallèle Nord, il est possible de rallier le Groenland depuis la Norvège en passant par les îles Shetland et les îles Féroé.
Toutefois, des hypothèses récentes ont fait état de la possibilité que les marques relevées sur ce compas aient pu servir à déterminer des latitudes.

### Lumière
En l'absence de soleil, les Vikings, selon une hypothèse assez couramment admise, auraient eu recours à l'utilisation d'une "pierre de soleil", permettant par dépolarisation de la lumière, de situer le soleil.
Cependant cette hypothèse est contredite par de nombreux scientifiques et l'utilisation de la pierre de soleil par les vikings à des fins maritimes n'a pu être prouvée ni par les textes médievaux ni par l'archéologie,